# غابرييل أرياس
غابرييل أرياس (بالإسبانية: Gabriel Arias)‏ (13 سبتمبر 1987 بنيوكوين في الأرجنتين - ) هو لاعب كرة قدم أرجنتيني في مركز حراسة المرمى.

## مسيرته الكروية
لعب غابرييل أرياس خلال مسيرته الاحترافية مع 4 أندية في ستة عشر موسمًا ولم يسجل خلالها أي هدف ضمن 139 مباراة. ولم يفز بأي موسم بالكأس وفاز في موسم واحد بالدوري.
خاض غابرييل أرياس مسيرته مع نادي أوليمبو في موسم 2006–07 ليلعب معه ستة مواسم، لم يشارك في أي مباراة ولم يسجل أي هدف. ثم انتقل إلى نادي ديفنسا خوستيكا في موسم 2012–13 ليلعب معه سبعة مواسم، حيث شارك في 85 مباراة ولم يسجل أي هدف أيضًا. لينتقل بعدها إلى يونيون لا كاليرا ما بين عامي 2018 و2019 لمدة موسم واحد، مشاركًا في 14 مباراة ولم يسجل أي هدف أيضًا. ثم انتقل إلى نادي راسينغ في موسم 2018–19 ولمدة موسمين، مشاركًا في 40 مباراة ولم يسجل أي هدف أيضًا.

## روابط خارجية
- غابرييل أرياس على موقع قاعدة بيانات كرة القدم.إي يو (الإنجليزية)
- غابرييل أرياس على موقع ناشيونال فوتبول تيمز (الإنجليزية)
- غابرييل أرياس على موقع Soccerway.com (الإنجليزية)
- غابرييل أرياس على موقع عالم كرة القدم.نت (الإنجليزية)
- غابرييل أرياس على موقع AS.com (الإسبانية)